# Nudelman N-37
Die Nudelman N-37 (russisch Нудельман Н–37) war eine sowjetische Maschinenkanone, die der Konstrukteur Alexander E. Nudelman für deren Luftstreitkräfte entwickelt hatte.

## Technik
Die Waffe entstand nach dem Zweiten Weltkrieg und sollte die schwere Nudelman-Suranow NS-37 ersetzen. Um die Masse der Gesamtkonstruktion zu verringern, musste die Mündungsgeschwindigkeit der Geschosse herabgesetzt werden. Das Geschossgewicht wurde bei 720 bis 735 Gramm belassen. Damit war die N-37 auch für Angriffe auf Bodenziele geeignet, wenn auch nur begrenzt. Die panzerbrechende Wirkung lag bei etwa 40 mm Panzerstahl. Die Hauptaufgabe der Waffe bestand jedoch in der Bekämpfung gegnerischer Bomber.
Erste Versuche fanden 1945 auf Propellerflugzeugen des Typs Jakowlew Jak-9 statt. Später wurden strahlgetriebene MiG-9 damit ausgerüstet, deren Bewaffnung neben der N-37 noch zwei NS-23-Kanonen beinhaltete. Wurden alle Kanonen in großer Höhe gleichzeitig abgefeuert, so führten die angesaugten Pulvergase zu Triebwerksaussetzern. Das Abfeuern der Kanone erforderte die Einhaltung einer Flughöhe von höchstens 3.000 Metern. Eine Mündungsbremse behob diesen Mangel, wirkte sich jedoch ungünstig auf die Flugeigenschaften der MiG-9 aus.
Die Gesamtzahl aller gefertigten Exemplare lag bei 20.000 Stück. Die Maschinenkanone kam in folgenden Kampfflugzeugen zum Einsatz:
- Jak-25
- MiG-15
- MiG-17
- MiG-19

## Versionen
- N-37: Die N-37 war die Basisversion.
- N-37D: Diese Version wurde mit einer Zweikammer-Mündungsbremse ausgestattet. Die N-37D war die am meisten verbreitete Version.
- N-37L: Die N-37L hatte einen längeren Lauf, jedoch keine Mündungsbremse.
- NN-37: (Nudelman-Nemenow) hatte einen längeren Lauf, größeren Munitionsvorrat und eine höhere Kadenz. Diese Version wurde als Zweierpack in der Jakowlew Jak-25 eingebaut.